# Sauropelta
Sauropelta ("gušter sa štitom") je bio rod nodosaurida koji je tijekom perioda rane krede nastanjivao prostor Sjeverne Amerike. Naziv je dodijeljen samo jednoj vrsti (S. edwardsorum), iako je moguće da ih je postojalo više. Anatomski je Sauropelta jedan od najbolje istraženih nodosaurida, čiji su ostaci pronađeni u saveznim državama Wyomingu, Montani, a možda i Utahu. To je i najstariji poznati rod nodosaurida; većina njegovih ostataka pronađena je u formaciji Cloverly, staroj od 115 do 110 milijuna godina.
Bila je nodosaurid srednje veličine, duga oko 5 metara. Imala je izrazito dug rep koji je činio oko polovinu dužine tijela. Iako je njezino tijelo bilo manje nego kod današnjih crnih nosoroga, Sauropelta je imala otprilike istu težinu kao i oni, oko 1500 kg. Ta je težina uglavom otpadala na njezin štit, na kojem su izrastale ogromne bodlje koje su joj stršile iz predjela vrata.

## Opis
Sauropelta je bila teško građen četveronožni biljojed dug oko 5 m. Lubanja je bila troktnog oblika gledana odozgo, a zadnji je dio bio širi od njuške. Na najširem dijelu, iza očiju, bila je široka 35 cm. Za razliku od ostalih nodosaurida, svod lubanje bio je ravan, a ne zaobljen. Stjenka svoda lubanje bila je vrlo debela i pokrivena ravnim, koštanim pločama koje su bile tako čvrsto spojene da se kod njih nisu mogle primijetiti granice, koje se mogu naći kod rodova Panoplosaurus, Pawpawsaurus, Silvisaurus i mnogih drugih ankilosaura. Kao i kod ostalih ankilosaura, iz postorbitalne kosti, iznad i iza očiju, kao i os iugale ispod i iza očiju, stršile su debele trokutne koštane ploče. U gornjoj i donjoj čeljusti nalazili su se zubi u obliku lista, što je više tipično za nodosauride. Nije poznat izgled prednjeg dijela lubanje, ali zna se da bi na kraju gornje i donje čeljusti bio oštar koštani greben, koji postoji i kod ostalih ankilosaura. Taj greben je vjerojatno podržavao keratinski kljun.
Rep roda Sauropelta bio je dug i činio gotovo polovicu dužine tijela. Kod jednog kostura očuvano je četrdeset repnih kralježaka, ali neki su nedostajali, pa se pretpostavlja da je stvarni broj kralježaka bio veći od pedeset. Okoštale su tetive učvršćavale rep cijelom njegovom dužinom. Kao i kod ostalih ankilosaura, Sauropelta je imala široko tijelo s vrlo širokom zdjelicom i prsnim košem. Prednji udovi bili su kraći od zadnjih, pa su leđa stoga bila kriva, s najvišom točkom iznad kukovlja. Stopala, udovi i zdjelica bili su zdepaste i čvrste građe kako bi mogli podržavati veliku težinu. Američki paleontolog Ken Carpenter procijenio je težinu vrste S. edwardsorum na 1500 kilograma.
Kao i ostali nodosauridi, Sauropelta je imala oklop koji se sastojao od koštanih masa u koži (osteoderma). Otkriće kostura s oklopom očuvanim in situ omogućilo je Carpenteru i drugim znanstvenicima da ga opišu s velikom točnošću. Dva paralelna reda zaobljenih ploča protezala su se od vrha vrata prema natrag. Na gornjoj površini leđa i repa koža je bila pokrivena malenim koštanim izraslinama, koje su dijelila veće kupaste ploče koje su bile raspoređene u paralelnim redovima duž mediolateralne osi. Iznad kukova pločice i veće kupolaste ploče formirale su križni štit. Taj se štit također može naći kod ankilosaura kao što su Polacanthus i Antarctopelta. Sa strane vrata nalazile su se izuzetno velike, šiljaste bodlje, čija se veličina povećavala prema ramenima, a zatim se smanjivala sa strane tijela; nestajale su kod kukovlja. Iza kukova, sa strana repa nalazile su se ravne, trokutne ploče, okrenute prema van, a njihova se veličina smanjivala prema kraju repa. Carpenter je isprva opisao vratne bodlje i repne ploče kao u jednom redu s obje strane tijela, ali nedavno su ih on i Jim Kirkland rekonstruirali u dva paralelna reda na bokovima, jedan iznad drugog. Gornji red vratnih bodlji bio je uperen prema gore i natrag, dok je donji red bio uperen prema van i natrag. Osnove svakog para vratnih bodlji i svakog para repnih ploča bile su spojene, što je znatno ograničavalo pokretljivost vrata i gornjeg dijela repa.

## Klasifikacija i sistematika
Od kada je John Ostrom 1970. prvi put opisao rod Sauropelta, on se klasificira kao pripadnik porodice Nodosauridae. Nodosauridi, zajedno s porodicom Ankylosauridae, pripadaju infraredu Ankylosauria. Nodosauride karakteriziraju određene osobine lubanje; npr. donja čeljust se na svom kraju krivi prema dolje. Općenito, nodosauridi su imali uže njuške nego ankilosauridi i nisu imali tešku toljagu na repu kao ankilosauridi. Nodosauridi, kao i ankilosauridi, nastanjivali su Sjevernu Ameriku, Aziju i Europu.
Iako sistematika nodosaurida nije čvrsto utvrđena, rodovi Sauropelta, Silvisaurus i Pawpawsaurus ponekada se smatraju primitivnim u odnosu na geološki mlađe nodosauride kao što su Panoplosaurus, Edmontonia i Animantarx. Carpenter je tijekom jedne analize 2001. godine uključio prva tri roda u sestrinski kladus grupi koja sadrži posljednja tri roda, iako je otkrio da bi Panoplosaurus mogao pripadati bilo kojem od ta dva kladusa, ovisno od toga koji se taksoni i znaci odaberu.

## Otkriće i naziv
Poznati paleontolog Barnum Brown je tijekom ranih 1930-ih pronašao holotipni primjerak roda Sauropelta (AMNH 3032, nepotpun kostur) u formaciji Cloverly u okrugu Big Horn u Montani. Ta se lokacija nalazi u rezervatu Crow. Brown je kasnije otkrio još dva primjerka (AMNH 3035 i 3036). Posljednji je jedan od najbolje očuvanih kostur nodosaurida ikada pronađenih, a uključuje i veliki dio oklopa očuvanog na svom prirodnom mjestu u odnosu na kostur; sada je postavljen u Američkom prirodoslovnom muzeju u New Yorku. Kod AMNH 3035 očuvani su vratni oklop i većina lubanje, kojoj nedostaje samo kraj njuške. Ekspedicije tijekom 1960-ih, koje je vodio jednako poznati John Ostrom s Prirodoslovnog muzeja Peabody kod sveučilišta Yale, otkrile su dodatne nepotpune primjerke iz formacije Cloverly. Ostrom je 1970. godine stvorio rod Sauropelta za ostatke obju ekspedicija. Njegov naziv odnosi se na koštani oklop, grč. σαυρος/sauros ("gušter") i πελτε/pelte ("štit"). Iako je Ostrom isprva stvorio vrstu S. edwardsi, nomenklaturist George Olshevsky je 1991. prema gramatičkim pravilima latinskog jezika ispravio naziv na S. edwardsorum.
Iako je rod Sauropelta dobio naziv dvije godine prije toga, godine 1972. došlo je do konfuzije kada je nehotice objavljen naziv "Peltosaurus" s fotografijom primjerka AMNH 3036. Iako Brown nikada nije objavio naziv ili opis ostataka koji se sada priključuju vrsti Sauropelta edwardsorum, naziv "Peltosaurus" se neformalno koristio na predavanjima i pri izlaganju u muzejima. Međutim, naziv Peltosaurus već je nosio rod sjevernoameričkih guštera iz jedne izumrle grane porodice Anguidae, pa se taj naziv za tog dinosaura više ne koristi .
Carpenter i kolege su 1999. godine opisali ostatke velikog nodosaurida iz Utaha, otkrivenih u dijelu formacije Cedar Mountain koji se naziva Poison Strip Sandstone i koji je nastao u isto vrijeme kada i formacija Cloverly. Isprva su ti ostaci priključeni rodu Sauropelta kao ostaci moguće nove vrste, ali ona nikada nije dobila naziv. U novijim objavljenim djelima, Carpenter više ne smatra primjerak iz Poison Stripa primjerkom roda Sauropelta, već ga samo svrstava u porodicu Nodosauridae.
U novije, ali neopisane primjerke spada i potpuna lubanja iz formacije Cloverly u Montani i ogroman fragmentarni kostur iz formacije Cedar Mountain u Utahu. Ta otkrića objavljena su samo kao apstrakti n godišnjoj konferenciji Društva za paleontologiju kralježnjaka. Kada se formalno opišu pokazat će se da li pripadaju vrsti S. edwardsorum ili rodu Sauropelta ili ništa od svega toga.

## Paleoekologija
Sauropelta je najstariji poznati rod nodosaurida. Svi primjerci vrste S. edwardsorum pronađeni su u srednjem dijelu formacije Cloverly u Wyomingu i Montani, koja je stara nekih 115 do 110 milijuna godina. Sauropelta je živjela u širokim naplavnim ravnicama oko rijeka koje su utjecale u plitko kopneno more na sjeveru i istoku, noseći sedimente nastale erozijom niskih planina na zapadu. Periodično plavljenje tih rijeka pokrivalo je okolne ravnice novim sedimentima, stvarajući formaciju Cloverly i zakopavajući ostatke mnogih životinja, od kojih su se neki i fosilizirali. Na kraju razdoblja formiranja Cloverlyja, plitko more se proširilo i pokrilo cijelu regiju i na kraju prepolovilo Sjevernu Ameriku, stvorivši Zapadni unutarnji morski prolaz. Brojni fosilni ostaci četinjača dokazuju da su te ravnice bile pokrivene zimzelenim šumama. Trave su nastale tek kasnije u kredi, pa su se Sauropelta i ostali ranokredski dinosauri biljojedi hranili raznim četinjačama i cikasima. Nodosauridi kao Sauropelta imali su uske njuške, što je prilagodba koja se danas može vidjeti kod životinja koje se hrane lišćem, dok one koje pasu imaju široke njuške.
Dok je Sauropelta bila važan dio skupine biljojeda kojoj je pripadala u formaciji Cloverly, najbrojniji dinosaur biljojed tog vremena bio je veliki ornitopod Tenontosaurus. Uz Sauropeltu su također živjeli manji ornitopod Zephyrosaurus, rijetki sauropodi titanosauri i nepoznata vrsta ornitomimosaura. Dromeosaurid Deinonychus lovili su neke od tih biljoždera, a o njihovoj brojnosti govori ogroman broj njihovih zuba pronađen u toj formaciji. Microvenator, maleni primitivni oviraptosaur, lovio je manje životinje, dok su glavni grabežljivci Cloverlyja bili veliki alosauroidi. Oni su poznati samo iz nepotpunih ostataka, ali mogli bi biti u srodstvu s Acrocanthosaurusom koji je u isto vrijeme nastanjivao Texas i Oklahomu na jugu. Dvodihalice, trikonodontni sisavci i nekoliko vrsta kornjača također je nastanjivalo formaciju Cloverly, dok su krokodili živjeli u rijekama, jezerima i močvarama, što možda znači da je temperatura tijekom cijele godine bila topla. Kasnojurska fauna, kojom su dominirali alosauroidi, stegosauri i razni ogromni sauropodi, u formaciji Cloverly zamijenjena je ranokredskom faunom, gdje su prevladavali dromeosauridi, ornitopodi i nodosauri kao što je Sauropelta. Nakon razdoblja Cloverlyja došlo je do doseljavanja velikog broja azijskih životinja, uključujući i tiranosauride, ceratopse i ankilosauride, stvorivši mješovitu faunu kasne krede.

## Vanjske poveznice
- Unos za Nodosauridae  Arhivirana inačica izvorne stranice od 21. siječnja 2021. (Wayback Machine) na Tree of Life, uključuje i modernu restauraciju oklopa roda Sauropelta, pristupljeno 18. svibnja 2014.